# Bundesstrasse 214
Bundesstrasse 214 är en förbundsväg i Niedersachsen, Tyskland. Vägen går ifrån Lingen till Braunschweig via bland annat Diepholz och är omkring 250 kilometer lång.

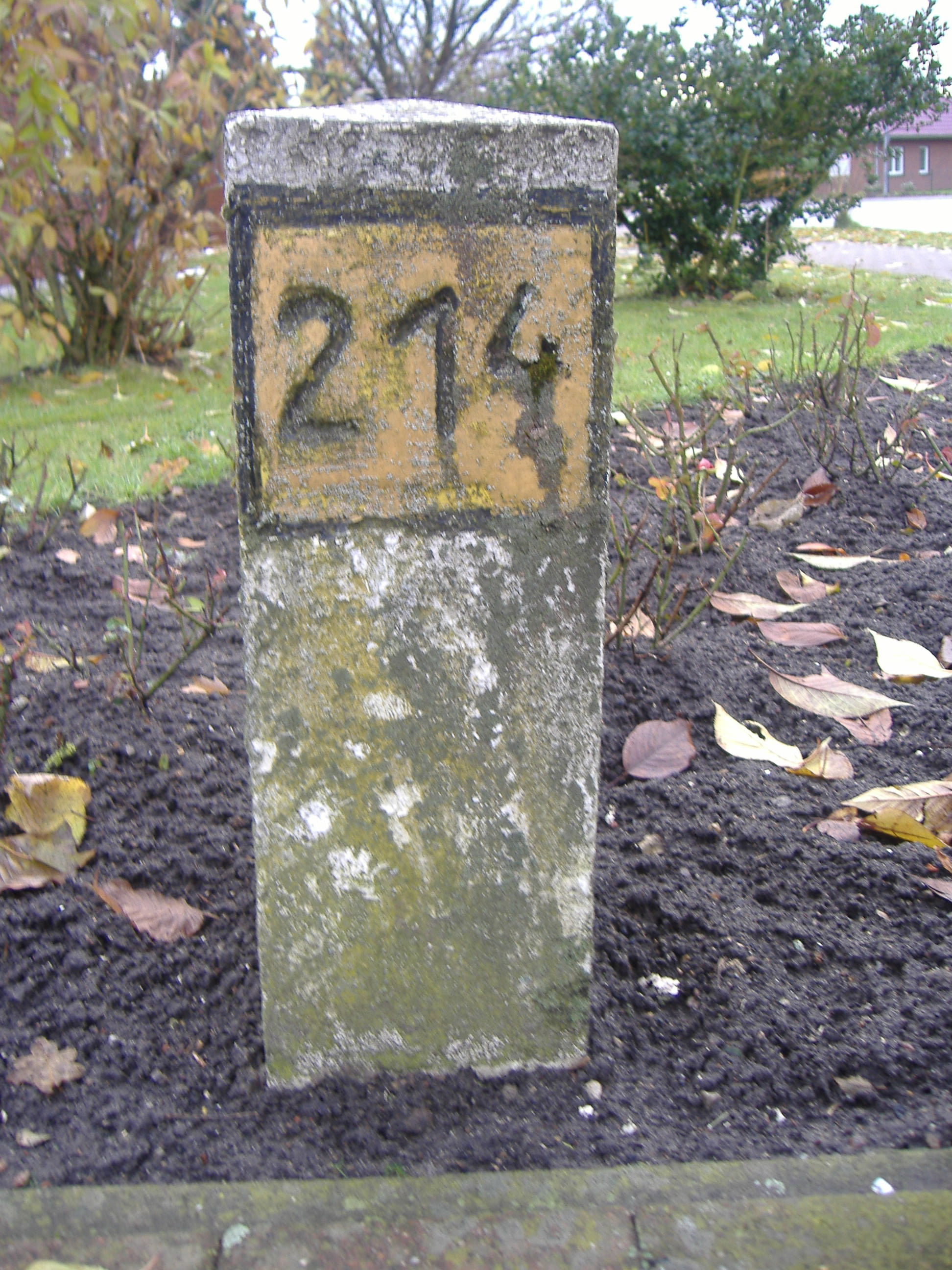
En gammal kilometersten efter B214.